# İncə (Göyçay)
İncə è un comune dell'Azerbaigian situato nel distretto di Göyçay. Conta una popolazione di 3 721 abitanti.